# Nutriment essentiel
Un nutriment essentiel est un nutriment nécessaire au bon fonctionnement d'un organisme vivant. Un nutriment indispensable est un nutriment essentiel qui ne peut pas être synthétisé de novo par l'organisme en quantité suffisante pour couvrir son utilisation métabolique et assurer ainsi le bon fonctionnement. 

## Catégories
La plupart des nutriments sont essentiels, dans la mesure où on leur connaît une fonction biologique obligatoire. Par conséquent, quel que soit le régime alimentaire, il doit contenir l'ensemble des nutriments essentiels, afin de demeurer en bonne santé. En revanche, un plus faible nombre de nutriments sont indispensables.
Plusieurs nutriments essentiels et indispensables, tels que la vitamine C, sont aussi parfois qualifiés de phytonutriments, parce qu'ils  sont présents dans des plantes. Il ne faut pas confondre ceci avec l'usage plus commun du mot phytonutriments, qui indique des substances dans des suppléments alimentaires dont la nécessité n'est pas connue, tels que des flavonoïdes.
Les systèmes biologiques ne peuvent pas fabriquer des minéraux alimentaires. Le fer par exemple, doit être trouvé dans l'alimentation pour que l'organisme fabrique l'hémoglobine, et cet apport alimentaire doit compenser les pertes de l'organisme en fer, comme celles liées aux menstruations. 
La plupart des nutriments essentiels sont présents en petite quantité, mis en réserve et réutilisés par le corps. L'absence de nutriments indispensables dans l'alimentation n'entraîne pas de risque immédiat, tel que celui découlant de la privation d'air ou d'eau; sur le moyen et le long terme, l'insuffisance d'apport en nutriment peut néanmoins mener à une déficience (c'est-à-dire un dysfonctionnement biologique) ou à une carence (c'est-à-dire une maladie, au sens clinique du terme).
La sagesse nutritionnelle dit qu'il est difficile de pourvoir aux besoins nutritionnels en nutriments indispensables à partir de quelques aliments.  Par conséquent, des nutritionnistes conseillent de manger une grande diversité d'aliments. 
Des recommandations particulières sont établies en fonction de la personne, de son âge, de son sexe, et des autres caractéristiques de son environnement (activité physique, par exemple).
Tous les nutriments sont toxiques quand ils sont consommés en trop fortes doses. Par exemple, trop de fer dans l'alimentation peut mener à la création d'une trop grande quantité de radicaux libres pour le système antioxydant du corps. Pour certains nutriments, la quantité maximale sans risque est élevée, tandis qu'elle est assez basse pour d'autres.

## Liste des nutriments essentiels chez l'homme
- Acides gras indispensables :
  - Acide linoléique (acide gras oméga-6 avec la plus courte chaîne d'atomes de carbone)
  - Acide α-linolénique (acide gras oméga-3 avec la plus courte chaîne d'atomes de carbone)

- Acides aminés indispensables: (qui font partie des protéines)
  - Isoleucine
  - Leucine
  - Lysine
  - Méthionine
  - Phénylalanine
  - Thréonine
  - Tryptophane
  - Valine
- Acides aminés indispensables pour les enfants :
  - Histidine
- Vitamines:
  - B1 Thiamine
  - B2 Riboflavine
  - B3 Niacine, vitamine PP
  - B5 Acide pantothénique
  - B6 pyridoxine, pyridoxamine, ou pyridoxal
  - B8 Biotine (H)
  - B9 Acide folique
  - B12 cobalamine
  - C Acide ascorbique ou ascorbate, par exemple ascorbate de sodium
  - A (rétinol)
  - D cholécalciférol
  - E les substances nommées tocophérols
  - K
- Minéraux alimentaires :
  - Sodium (Na)
  - Potassium (K)
  - Magnésium (Mg)
  - Calcium (Ca)
  - Chrome (Cr)
  - Molybdène (Mo)
  - Manganèse (Mn)
  - Fer (Fe)
  - Cobalt (Co)
  - Cuivre (Cu)
  - Zinc (Zn)
  - Phosphore (P)
  - Soufre (S)
  - Sélénium (Se)
  - Iode (I)
  - Fluor (F)
- Minéraux alimentaires en très faibles quantités ("oligo-éléments") :
  - Vanadium (V)
  - Nickel (Ni)
  - Bore (B)
  - Silicium (Si)